# Peritiba
Peritiba este un oraș în Santa Catarina (SC), Brazilia.